# Maserati (Formuła 1)
Maserati (pełna nazwa Officine Alfieri Maserati) – były zespół, konstruktor i dostawca silników Formuły 1. W barwach Maserati dwukrotnie tytuł mistrza świata kierowców zdobył Juan Manuel Fangio.

## Historia
W 1946 bracia Maserati założyli firmę O.S.C.A. Dwa lata później zbudowali pierwszy samochód według regulacji Formuły 1, Maserati 4CLT.
Maserati zadebiutowało w Formule 1 w jej pierwszym sezonie, 1950. Firma bez powodzenia walczyła z Alfa Romeo do momentu, gdy zdołano zatrudnić Gioacchino Colombo. Colombo zaprojektował model 250F, którym Juan Manuel Fangio dwukrotnie – w latach 1954 oraz 1957 – zdobył tytuł mistrza świata. Po 1957 roku Maserati wycofało się z Formuły 1, ale do 1969 roku dostarczało silniki.